# Chrysostomos Tsiter
Chrysostomos Tsiter (griechisch Χρυσόστομος Τσίτερ; * 11. November 1903 in Triglia (Kleinasien); † 2. April 1995 in Wien, Österreich) war ein griechisch-orthodoxer Metropolit von Austria  und Exarch von Ungarn und Mitteleuropa.

## Leben
Der mit bürgerlichem Namen Iraklis griechisch Ηρακλής genannte Chrysostomos Tsiter war mütterlicherseits Neffe des Metropoliten Chrysostomos von Smyrna. Nach dem Besuch der Theologischen Hochschule Chalki und der Universität Athen, an der er 1924 diplomierte, arbeitete er bis 1936 als Religionslehrer in Athen und Paiania Attiki („Griechische Schule“, 1924–1926). 1936 erhielt er die Priesterweihe und wurde als Pfarrer der griechisch orthodoxen Gemeinde zur Hl. Dreifaltigkeit nach Wien entsandt. Neben seiner priesterlichen Tätigkeit studierte er Philosophie an der Universität Wien und promovierte ebenda 1939 zum Doktor der Philosophie. Gleichzeitig wirkte er als Lektor für neugriechische Sprache an der Universität Wien.
Am 6. November 1955 wurde er in Wien von Erzbischof Athenagoras von Thyateira und Großbritannien sowie den Bischöfen Meletios von Regios, dem nachmaligen Metropoliten der griechisch orthodoxen Metropolis von Frankreich, und Jakobus von Melite, dem nachmaligen griechisch orthodoxen Erzbischof von Amerika, zum Titularbischof von Thermae geweiht. Er wirkte fortan als Weihbischof des griechisch orthodoxen Erzbistums von Thyateira und Großbritannien mit Sitz in Wien. 1963 gründete das Ökumenische Patriarchat von Konstantinopel die Griechisch-orthodoxe Metropolis von Austria und setzte Chrysostomos Tsiter als ihren ersten Metropoliten ein.
Er unterstützte und beriet die österreichische Bundesregierung bei der Erstellung des 1967 verabschiedeten Orthodoxengesetzes, mit der die äußeren Rechtsverhältnisse der griechisch-orientalischen Kirche in Österreich geregelt wurden und die Metropolis von Austria Rechtspersönlichkeit erhielt.
Chrysostomos Tsiter verwaltete zusätzlich von Juni 1968 bis November 1969 die vakante Griechisch-Orthodoxe Metropolis von Deutschland.
Am 5. November 1991 trat er aus Gesundheitsgründen von der Leitung der Metropolis von Austria zurück und starb in Wien am 2. April 1995.